# Ludovico Suirech

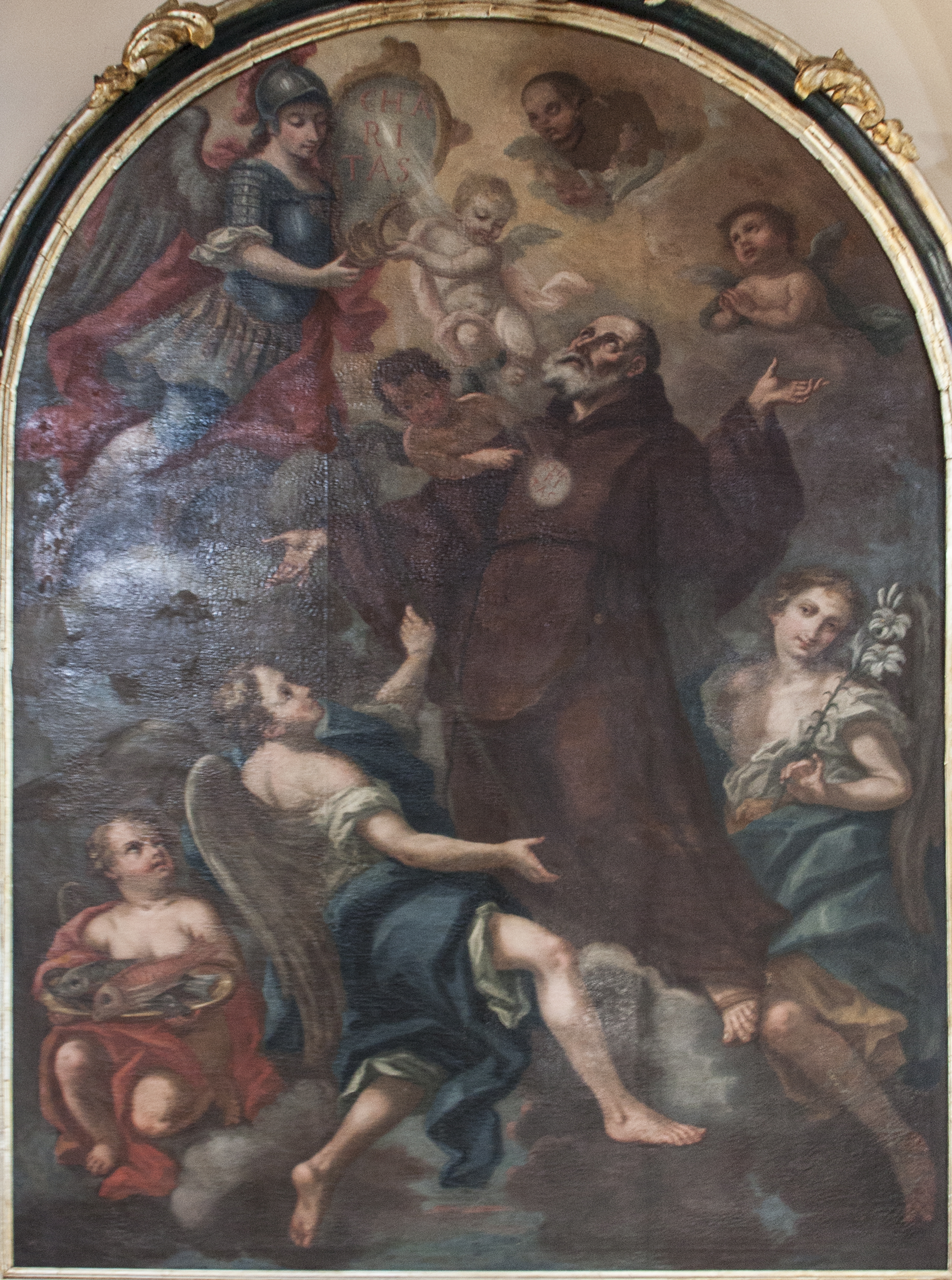
San Francesco di Paola, Regia Cappella Palatina - duomo di Santa Maria Maggiore di Calascibetta.

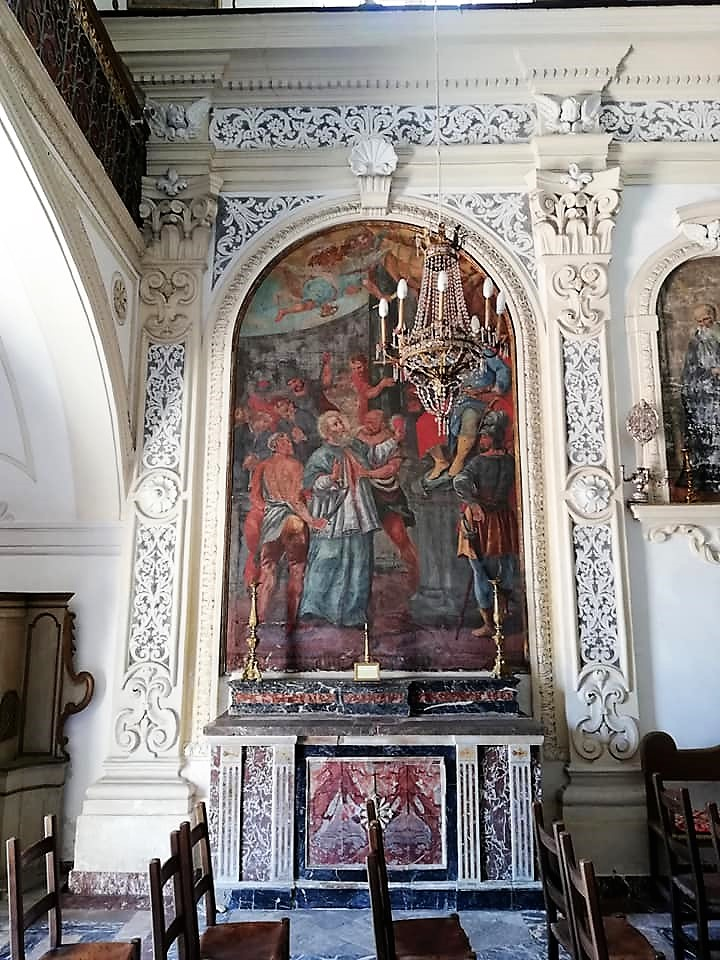
Martirio di San Procopio, Chiesa di San Pancrazio di Taormina.

Ludovico Suirech (XVIII secolo – XVIII secolo) è stato un pittore italiano.

## Biografia
Artista di probabile origine d'Oltralpe, altrimenti noto come Svirech, residente a Catania, attivo in Sicilia sud - orientale tra il 1755 e il 1777, dalla personalità ancora poco definita.
Tra i suoi allievi il pittore Sebastiano Lo Monaco secondo lo storico Agostino Gallo.

## Opere

### Catania e provincia
- 1752, Sacra Famiglia ritratta con San Filippo Apostolo, Santa Chiara d'Assisi e San Tommaso Apostolo, dipinto incluso nell'inventario dei beni storici e artistici della diocesi di Catania.
- 1762, Maria Immacolata Concezione raffigurata con il Bambino e le vergini: Santa Barbara e Sant'Apollonia, Santa Giovanna d'Arco che tiene una bandiera in una mano e l'arco nell'altra, San Giovannino che trafigge un drago alla presenza di Santa Margherita d'Antiochia, opera custodita nella chiesa di San Nicolò di Randazzo.
- XVIII sec, Ecce Homo  opera custodita nella Chiesa di Maria SS. Del Carmelo di Belpasso.
- XVIII sec., Crocifissione, tela autografa nella Chiesa Collegiata di Santa Agrippina a Mineo.
- XVIII sec., Consegna dell'indulgenza plenaria a san Francesco, chiesa di Santa Maria Odigitria, Mineo
- XVIII sec., San Filippo Neri, chiesa di Santa Liberata, Scordia

### Enna e provincia
- 1771, San Francesco di Paola, olio su tela, opera custodita nella Regia Cappella Palatina - duomo di Santa Maria Maggiore di Calascibetta.

### Messina e provincia

#### Taormina
Chiesa di San Pancrazio:
- 1768, Consacrazione del Vescovo Massimo da parte di San Pietro Apostolo,
- 1768, Martirio di San Procopio,
- 1767, Decollazione di San Nicone Vescovo e altri 99 religiosi.

#### Savoca
- 1755, Visione di San Felice da Cantalice, olio su tela, opera realizzata per la chiesa di San Francesco d'Assisi del convento dell'Ordine dei frati minori cappuccini.

### Ragusa e provincia
- 1774, San Vito e i Santi Modesto e Crescenzio, (olio su tela, cm 307x216) duomo di San Giorgio di Ragusa.

- 1778, Adorazione dei Pastori, olio su tela, nella duomo di Santa Maria delle Stelle di Comiso.

- 1761, Madonna in trono raffigurata tra San Simone Stock e Santa Chiara, olio su tela, opera custodita nella chiesa di Santa Teresa d'Avila di Scicli.

### Siracusa e provincia
- XVIII secolo, Dipinti documentati nel duomo dell'Immacolata Concezione di Carlentini.

### Altro
- 1752 - 1755, Ecce Homo, olio su tela.

## Galleria d'immagini
Decollazione di San Nicone Vescovo e Consacrazione del Vescovo Massimo da parte di San Pietro Apostolo